# Alexandrella subchelata
Alexandrella subchelata is een vlokreeftensoort uit de familie van de Stilipedidae. De wetenschappelijke naam van de soort is voor het eerst geldig gepubliceerd in 1983 door Homan & Watling.